# Чехов Михайло Павлович
Михайло Павлович Чехов (6 (18) жовтня 1865, Таганрог — † 14 листопада 1936, Ялта) — російський письменник, театральний критик. Молодший брат та біограф Антона Павловича Чехова.

## Біографія

### Ранні роки та служба

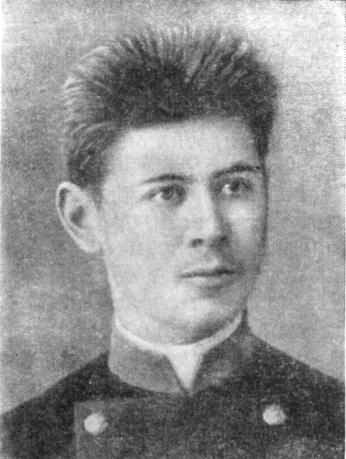
Студент. 1888 рік.

Народився 6 (18) жовтня 1865 в Таганрозі. Закінчив перший клас Таганрозької чоловічої гімназії. Після переїзду батька до Москви в 1876 був визначений в 2-ю московську гімназію. Переписував твори брата, ходив до редакцій гумористичних журналів та газет.
Навчався в Московському університеті (1885-1890), де закінчив юридичний факультет; його курсова робота: «Про договори Олега, Ігоря та Святослава з греками» (1889).
Служив податним інспектором в Єфремові та Олексині (1890-1892), Серпухові (1892-1894), Угличі (1894-1898).
У 1891 році надрукував у «Віснику іноземної літератури» свій переклад повісті Уїди «Дощовий червень». Першою книгою Михайла Чехова став словник для сільських господарів «Засік», що вийшов 1894 року (друге видання під назвою «Повна чаша» з'явилося 1907 року). В Угличі був режисером, сценаристом, актором та декоратором самодіяльної театральної трупи.
У 1896 році познайомився з Ольгою Германівною Владикіною, яка служила гувернанткою у місцевого фабриканта; невдовзі вони одружилися; дочка Євгенія (1898) – співачка, син Сергій (1901) – художник.
У 1898 році призначений начальником відділення Ярославської казенної палати. Часто відвідував театр, його статті та театральні рецензії друкувалися у місцевій пресі, потім і у столичному журналі «Театр та мистецтво». Служба йому не подобалася, а він не подобався товаришам по службі і в 1901 році йому запропонували подати у відставку або перевестися в інше місто.

### 1900-і  — 1920-і роки

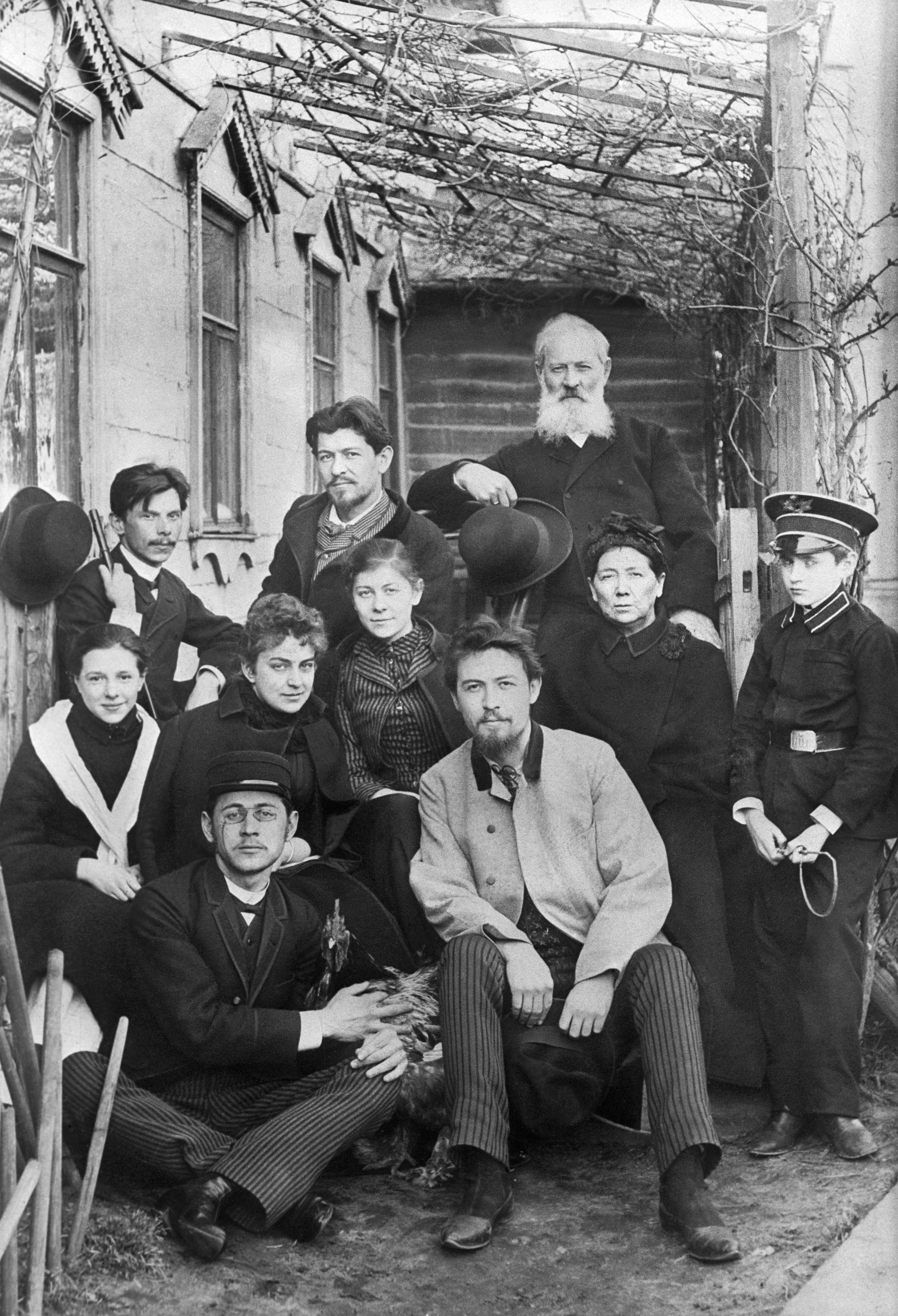
Сім'я та друзі Чехових. Михайло перший зліва знизу. 1890 рік.

Переїхав до Петербурга, призначений завідувачем книжкової торгівлею на залізницях. На початку 1900-х років надрукував ряд оповідань у газеті «Новий час», проте йому не подобалася політика її редакції і з 1903 року він почав видавати власний журнал «Європейська бібліотека», але грошей вистачило лише на кілька номерів. Його статті, оповідання, гумористичні твори та нариси із загальних питань друкувалися в «Світлі та тінях», «Новинах дня», «Будильнику», «Російському сатиричному листку» та ін. за підписами М. Б-ський, М. Ч., Максим Холява, Капітан Кук . Написав кілька драматичних творів («Блакитний бант», «Хоч лягай, та вмирай», «За 20 хвилин до дзвінка» та ін.).
1904 року було видано збірку «Нариси та оповідання» і вийшла окремим виданням повість «Синя панчоха», 1905 року — повість «Сироти».
У 1910 році з'явилася збірка оповідань «Сопілка». Друге видання «Нарис та оповідань» за поданням почесного академіка А. Ф. Коні отримало Пушкінську премію Академії наук (почесний відгук).
З 1907 по 1917 рік видає та редагує, будучи і майже єдиним автором, дитячий журнал «Золоте дитинство», що виходив двічі на місяць; значне місце у журналі займають розповіді про природу та про тварин.
З 1914 року редакція журналу розташовувалась у «Будинку Бенуа», в якому М. Чехов проживав у роки. Під маркою «Золотого дитинства» у 1913 році у складі збірки «Англійські казки» вийшов анонімний переклад «Аліси у Дивокраї» Льюїса Керрола («Алиса въ волшебной стране»); з великою ймовірністю перекладачем був сам Чехов .
Діяльно співпрацював у «Дитячому читанні», «Дитячому відпочинку», «Другу дітей», під псевдонімом М. Богемський.
У 1920-х роках побачило світ кілька книжок його оповідань для дітей (під псевдонімами К. Треплєв і С. Вершинін).
У 1920-ті надрукував понад десять томів своїх перекладів з французької та англійської мов (твори Жан д'Есма, Кервуда, Кеннеді, Джека Лондона).

### «Брат свого брата»[5]

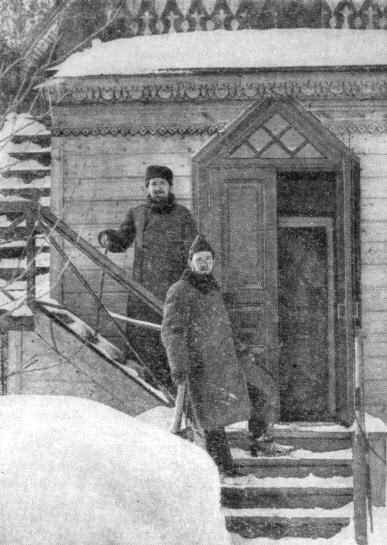
Антон та Михайло Чехови. 1895 рік.

Перший біограф свого знаменитого брата.
У 1905 році на річницю смерті А. Чехова в «Журналі для всіх» були опубліковані спогади про нього Михайла Павловича, нові їх частини публікувалися в 1906 (там же), 1907 («Нове слово»).
У 1911—1916 роках разом із сестрою Марією Павлівною працював над виданням шеститомних зборів листів А. Чехова, написав до нього біографічні нариси. У 1923 році вийшла його книга «Антон Чехов та його сюжети».
У 1924 році була надрукована книга «Антон Чехов, театр, актори та „Тетяна Рєпіна”». Брав участь у роботі музею Чехова у Москві.
У 1930 році опубліковано спогади «Антон Чехов на канікулах». Взяв участь у підготовці до публікації у 1930 році тому не виданих листів брата.
У 1926 році захворів на грудну жабу і остаточно переїхав до Ялти, де працював до самої смерті разом із сестрою в будинку-музеї А. Чехова: вів звітність, працював науковим співробітником, а потім консультантом, описав особисту бібліотеку брата. Написав п'єсу «Дуель» за повістю А. Чехова та кіносценарій «Справа Петрашевського».
У 1929 році був прийнятий до членів Всеросійського союзу письменників.
У 1929 році пише книгу «Навколо Чехова», видану 1933 року — її називали «чеховською енциклопедією».
У 1932 році йому було призначено персональну пенсію. У 1935 році була надрукована стаття «Предки Антона Чехова з боку матері». Останньою його працею був меморіальний каталог музею з детальною історією кожного експонату (виданий у 1937).
Помер у Ялті 14 листопада 1936 року після тяжкої хвороби. Був похований там же, на Ауткінському цвинтарі, поряд з матір'ю.

## Деякі публікації
- Закром. Словарь для сельских хозяев. — М.: Издание редакции журнала «Русская мысль», 1895. — 235 с.
- Антон Чехов на каникулах
- Антон Чехов и его сюжеты. М., 1924
- Вокруг Чехова. М., 1935.
- Вокруг Чехова. Встречи и впечатления. — М.: Московский рабочий, 1960. — 352 с. — 75 000 екз.
- Свирель. Повести, рассказы, очерки. — М.: Московский рабочий, 1969. — 398 с. — 100 000 екз.